# Катеринівська сільська рада (Великобурлуцький район)
Катери́нівська сільська́ ра́да — адміністративно-територіальна одиниця та орган місцевого самоврядування в Великобурлуцькому районі Харківської області. Адміністративний центр — село Катеринівка.

## Загальні відомості
- Катеринівська сільська рада утворена в 1918 році.
- Територія ради: 68,67 км²
- Населення ради: 907 осіб (станом на 2001 рік)

## Населені пункти
Сільській раді були підпорядковані населені пункти:
- с. Катеринівка
- с-ще Микільське

## Склад ради
Рада складалася з 12 депутатів та голови.
- Голова ради: Бахмет Сергій Леонідович
- Секретар ради: Андрущенко Олена Володимирівна

### Керівний склад попередніх скликань
| Прізвище, ім'я, по батькові | Основні відомості                                                                                  | Дата обрання | Дата звільнення |
| --------------------------- | -------------------------------------------------------------------------------------------------- | ------------ | --------------- |
| Червяков Іван Миколайович   | Сільський голова, 1952 року народження, безпартійний                                               | 26.03.2006   | 31.10.2010      |
| Бахмет Сергій Леонідович    | Сільський голова, 1970 року народження, освіта вища, член Всеукраїнського об'єднання «Батьківщина» | 31.10.2010   |                 |

Примітка: таблиця складена за даними сайту Верховної Ради України

### Депутати
За результатами місцевих виборів 2010 року депутатами ради стали:

#### За суб'єктами висування
| Суб'єкт висування                                       | Кількість обраних депутатів | %    |
| ------------------------------------------------------- | --------------------------- | ---- |
| Партія регіонів                                         | 6                           | 50   |
| Політична партія Всеукраїнське об'єднання «Батьківщина» | 5                           | 41,7 |
| Самовисування                                           | 1                           | 8,3  |

#### За округами
| № округу                                                | Прізвище, ім'я, по батькові    | Дата визнання обраним | Освіта  | Партійна приналежність                        | Відомості про обраного депутата                                        |
| ------------------------------------------------------- | ------------------------------ | --------------------- | ------- | --------------------------------------------- | ---------------------------------------------------------------------- |
| Партія регіонів                                         |                                |                       |         |                                               |                                                                        |
| 1                                                       | Кузьменко Тетяна Леонідівна    | 02.11.2010            | середня | член Партії регіонів                          | Великобурлуцьке С. Т., завідувачка магазину                            |
| 2                                                       | Андрущенко Тетяна Михайлівна   | 02.11.2010            | середня | член Партії регіонів                          | ТОВ"Слобожанське молоко", завідувачка складом                          |
| 5                                                       | Гречихіна Олена Миколаївна     | 02.11.2010            | вища    | член Партії регіонів                          | Ветеринарна лабораторія, директор                                      |
| 7                                                       | Сидорук Микола Петрович        | 02.11.2010            | середня | член Партії регіонів                          | пенсіонер                                                              |
| 10                                                      | Андрущенко Тамара Миколаївна   | 02.11.2010            | середня | член Партії регіонів                          | Катеринівське відділення зв'язку, начальник                            |
| 11                                                      | Занченко Тетяна Леонідівна     | 02.11.2010            | середня | член Партії регіонів                          | Великобурлуцький територіальний центр зайнятості, соціальний працівник |
| Політична партія Всеукраїнське об'єднання «Батьківщина» |                                |                       |         |                                               |                                                                        |
| 3                                                       | Андрущенко Надія Савелівна     | 02.11.2010            | середня | член Всеукраїнського об'єднання «Батьківщина» | ТОВ «Комсомольське», робітник                                          |
| 6                                                       | Андрущенко Олена Володимирівна | 02.11.2010            | середня | член Всеукраїнського об'єднання «Батьківщина» | тимчасово не працює                                                    |
| 8                                                       | Шкарупета Володимир Іванович   | 02.11.2010            | середня | член Всеукраїнського об'єднання «Батьківщина» | Водоканал, механік                                                     |
| 9                                                       | Савченко Анатолій Іванович     | 02.11.2010            | середня | член Всеукраїнського об'єднання «Батьківщина» | ТОВ"Слобожанське молоко", охоронець                                    |
| 12                                                      | Оковита Лариса Анатоліївна     | 02.11.2010            | середня | член Всеукраїнського об'єднання «Батьківщина» | тимчасово не працює                                                    |
| Самовисування                                           |                                |                       |         |                                               |                                                                        |
| 4                                                       | Луценко Яна Олександрівна      | 16.11.2010            | вища    | член Всеукраїнського об'єднання «Батьківщина» | Катеринівська загальноосвітня школа І-ІІІ ст., вчитель                 |